# Зісер Юрій Анатолійович
Юрій Анатолійович Зісер (біл. Юрый Анатольевіч Зісер; 28 червня 1960, Львів — 17 травня 2020, Мінськ) — білоруський підприємець, директор і власник унітарного підприємства «Надійні програми», засновник, власник і (до 2012 року) генеральний директор найбільшого в Білорусі інтернет-порталу TUT.BY, громадський діяч, меценат.

## Біографія
Юрій Зісер народився 28 червня 1960 року у Львові. Закінчив Північно-Західний політехнічний інститут у Ленінграді за спеціальністю «Електронні обчислювальні машини». У 1977—1994 роках працював програмістом, системним аналітиком і керував різними проектами.
У 1980-х роках познайомився зі своєю майбутньою дружиною, білоруським культурологом Юлією Чернявською. Разом з нею поїхав до Мінська. У столиці Білорусі жив з 1987 року. На початку 1990-х років «вахтовим методом» працював програмістом у Лангепасі (Тюменська область, Росія). У 1992 році за участю Ю. Зісера засноване підприємство «Надійні програми», яке займалося розробкою програмного забезпечення для банківської сфери. Під егідою зазначеного підприємства створено інтернет-портал TUT.BY, який з плином часу став найпопулярнішим інтернет-ресурсом у Байнеті.
У 2013 році вступив у Білоруську державну академію музики в клас органу, який успішно закінчив у 2015 році.
Ю. Зісер активно займався благодійністю — підтримував громадські ініціативи, брав участь у крауд-компаніях. Захоплювався джазовою та органною музикою, допомагав відновлювати органи по всій Білорусі. При його фінансовій підтримці відновлені органи в Мінську, Несвіжі, Пінську. У 2019 році був одним з організаторів і спонсорів міжнародного фестивалю клезмерських музики в Мінську (Litvak Klezmer Fest).
У 2019 році приєднався до колективного звернення з пропозицією перепоховати К. Калиновського в Білорусі.
Хворів на рак. Помер 17 травня 2020 року після тривалої хвороби.

## Критика
Юрій Зісер був членом Суспільно-консультативної ради при Адміністрації президента О. Лукашенка (у 2009—2011) й одним із авторів президентського указу № 60, який посилював регулювання інтернету з боку держави, обмежував доступ до ресурсів з незаконним або небажаним контентом, контроль над коментарями в інтернеті і над користувачами. На лекції в ЄГУ в 2011 році Ю. Зісер виступав з виправданням цензури в інтернеті.
У 2013 році головний редактор сайту" Хартія-97 Наталія Радіна звинуватила Юрія Зісера у співпраці з авторитарним режимом Лукашенка і отримання вигоди від прийняття указу про регулювання інтернету, згідно з яким білоруським бізнесменам заборонили мати хостинг за кордоном. Ю. Зісер, при Н. Радіній, був власником найбільшої хостингової компанії в Білорусі. У відповідь Зісер пригрозив притягнути Радіну до суду і заявив, що білоруські хостингові компанії, змушені перенести устаткування з Росії в Білорусь, самі постраждали від згаданого указу.
У квітні 2015 року з критикою Ю. Зісера виступив О. Лукашенко, який під час послання президента до Національних зборів Республіки Білорусь звернувся до С. Шапіро: «Зісер цей ваш непорядно себе веде… Я ж вас рік тому просив всіх євреїв взяти під контроль. А Зісера ми ніяк не можемо нормалізувати».